# Maxglan West
Maxglan West ist ein Stadtteil der Statutarstadt Salzburg.

## Geographie
Maxglan West liegt am westlichen Stadtrand von Salzburg, Entfernung zum Stadtzentrum etwa 3½ Kilometer. Der Stadtteil umfasst die Ortslagen der Stadt, die hinter dem Flughafen liegen. Das sind:
- die Kendlersiedlung im Süden (mit der Glansiedlung von Wals-Siezenheim verwachsen)
- die zu Salzburg gehörenden Teile von Loig und Himmelreich
- der Landschaftsraum Pointing

Nachbarortschaften und Stadtteile
| Schwarzenbergkaserne (Gem. Wals-Siezenheim, Bez. Sbg.-Umg.)    | *                                           | Maxglan             |
| Himmelreich (Gem. Salzburg u. Wals-Siezenheim, Bez. Sbg.-Umg.) | Kompassrose, die auf Nachbargemeinden zeigt |                     |
| Viehhausen (Gem. Wals-Siezenheim, Bez. Sbg.-Umg.)              |                                             | Leopoldskroner-Moos |

* hinter der Startbahn Taxham

## Geschichte
Das Gebiet gehörte ursprünglich zur Gemeinde Wals und wurde 1935 nach Salzburg eingemeindet, wo es dann zum Stadtteil Maxglan gehörte. Heute wird der Raum, der durch den Flughafen weitgehend von der Stadt isoliert ist, eigenständig gerechnet, und er orientiert sich stark Richtung Wals. 1967 bekam der Stadtteil mit Salzburg-St. Vitalis in der Kendlersiedlung auch eine eigene katholische Pfarre. Diese betreut auch Wals-Viehhausen, und seit der Dekanatsneuordnung 2011 gehört sie nicht mehr zum Stadtdekanat Salzburg, sondern zum Pfarrverband Großgmain–Wals–Walserfeld–Siezenheim des Dekanat Bergheim, sodass auch in dieser Hinsicht dieses Stadtgebiet noch stärker den Umlandgemeinden zuwächst.
Im Bereich der Kendlersiedlung befand sich das Zwangslager Salzburg-Maxglan.
Durch die heutige gemeinsame Raumplanung von Salzburg und Umgebung spielen die eigentlichen Gemeindegrenzen nurmehr eine untergeordnete Rolle.